# Oleg Popow
Oleg Konstantinowicz Popow, ros. Олег Константинович Попов (ur. 31 lipca 1930 w Kuncewie, zm. 2 listopada 2016 w Rostowie nad Donem) – radziecki i rosyjski artysta cyrkowy, Ludowy Artysta ZSRR.
W 1949 ukończył Moskiewską Szkołę Cyrkową i od lat 50. XX wieku był aktywny jako artysta cyrkowy podróżując z moskiewską trupą cyrkową po ZSRR, a także odbywając tournée zagraniczne. W 1969 został wyróżniony tytułem Ludowego Artysty ZSRR. W 1991 emigrował do Niemiec. Po raz pierwszy Rosję odwiedził w 2015 przejeżdżając na festiwal sztuki cyrkowej w Soczi, gdzie nadano mu tytuł „Legendy cyrku”. Zmarł 2 listopada 2016 podczas pobytu w Rostowie nad Donem.